# Eduard Riedl
Eduard Riedl (20. srpna 1901 Královské Vinohrady – ?) byl vysoký český sportovní a tělovýchovný komisař (úředník) z období třicátých a čtyřicátých let dvacátého století (období protektorátu) a bývalý špičkový československý atlet – běžec, účastník olympijských her v roce 1924.

## Životopis
Od konce desátých let dvacátého století byl aktivním členem a jedním z vedoucích B.-P. Skautů. V mládí se věnoval lehké atletice. Mezi lety 1922 až 1927 závodil v bězích za pražský klub AC Sparta Praha. V červnu 1924 zvítězil na mistrovství republiky v závodě na 800 m a řekl si o nominaci na olympijské hry v Paříži. V červenci v Paříži nepostoupil v závodě na 800 m z druhého rozběhu do semifinále. Atletice se věnoval aktivně do roku 1928.
V roce 1930 obhájil disertaci na Přírodovědecké fakultě UK a získal titul RNDr. Od roku 1934 byl zaměstnán na Ministerstvu veřejného zdravotnictví a tělovýchovy jako vrchní ministerský komisař pro tělovýchovu.
V období protektorátu mezi lety 1939 až 1945 byl pravou rukou přednosty tělovýchovy na Ministerstvu vnitra (předtím Ministerstva zdravotnictví) Františka Widimského. V tisku byl titulován výhradně jako Dr. Riedl. V roce 1944 se jeho jméno objevuje při obnově ragby. Studentům pražského reálného gymnázia v Křemencově ulici, měl vyprávět o zapomenutých šišatých míčích v jednom strahovském sportovním skladišti.
Po osvobození Československa v roce 1945 přešel s Františkem Widimským z Ministerstva vnitra pod Ministerstvo školství a osvěty, kde vedl oddělení Správy tělovýchovných zařízení. Jeho jméno se objevuje i krátce ve spojitosti s obnoveným skautským hnutím. Po roce 1948 není jeho další osud veřejně znám.